# Допман, Уильям
Уильям Допман (англ. William Doppmann; 10 октября 1934, Спрингфилд, штат Массачусетс — 27 января 2013, Хонокаа, Гавайи) — американский пианист, композитор и педагог.

## Биография
Одарённый ребёнок, Допман начал концертировать в пятилетнем возрасте, а в семь лет дирижировал собственным сочинением в исполнении Луисвиллского оркестра. Он учился в консерватории Цинциннати, а затем в Мичиганском университете у Росса Ли Финни, которого на протяжении всей жизни считал своим главным учителем. В 1954 г. Допман стал одним из победителей Наумбурговского конкурса молодых исполнителей. В дальнейшем он преподавал в Консерватории Пибоди, в университетах Айовы и Техаса.
Как пианист Допман известен, главным образом, исполнением американской музыки XX века, от Сэмюэла Барбера до наших дней. По мнению американского обозревателя, «Допман ещё и композитор, и он играет как композитор: пересоздавая любую избранную музыку со всей свежестью и оригинальностью». Композиторское наследие Допмана включает как фортепианную музыку, из которой наиболее известна Toccata In Nomine (1997), так и вокальные, камерные, оркестровые сочинения; широко исполняется вокальный цикл «Весенние песни» (англ. Spring Songs, 1981) на стихи разных авторов, от Чосера до Джона Леннона.